# Ileïtis
La ileïtis és una inflamació de l'ili, una porció de l'intestí prim. La ileïtis de Crohn és un tipus de malaltia de Crohn que afecta l'ili terminal, d'aquí el nom d'ileïtis terminal quan s'afecta. La Lawsonia intracellularis provoca ileïtis en porcs i altres animals, inclosos hàmsters i cavalls.
Processos que afecten el tracte gastrointestinal com la gastroenteritis o l'enterocolitis afecten, lògicament a l'ili, provocant també ileïtis.
La radioteràpia que incideixi en l'abdomen pot provocar inflamació intestinal i, per tant, ileïtis.